# Rudolf Maria Mandé
Rudolf Maria Mandé, také Mandée (12. ledna 1904 Praha – 12. srpna 1964 Kladno), byl český dirigent a hudební skladatel.

## Život
Pocházel z herecké rodiny. Otec byl hercem a tajemníkem Neues Deutsches Theater v Praze a matka, za svobodna Buriánová, byla příbuznou Karla a Emila Burianových. Po maturitě na gymnáziu studoval hudební vědu na Karlově univerzitě. Hru na klavír studoval v soukromé hudební škole Adolfa Mikeše a dirigování na Pražské konzervatoři u Rudolfa Karla, Pavla Dědečka a Otakara Ostrčila. Své hudební vzdělání ještě rozšířil na Německé akademii hudby v Praze a na Akademii hudby ve Vídni.
V roce 1928 se stal korepetitorem a dirigentem Národního divadla a v roce 1938 dirigentem orchestru a hudebním referentem Československého rozhlasu. Léta 1943–1945 strávil v nacistickém vězení. Po osvobození v roce 1945 se věnoval výhradně skladatelské tvorbě. Působil rovněž jako vyhledávaný klavírní doprovazeč zpěváků i instrumentalistů. V letech 1957–1962 byl hlavním dirigentem orchestru Městského divadla v Kladně. V roce 1962 odešel do důchodu.
Z jeho díla je nejznámější scénická a filmová hudba. Pro Národní divadlo zkomponoval mimo jiné scénickou hudbu k inscenacím William Shakespeare: Kupec benátský (1931), Pedro Calderón de la Barca: Sudí zalamejský (1935), Karel Čapek: Bílá nemoc (1937). Jeho tvorba byla zpočátku silně ovlivněna jazzem. Velký úspěch měla např. scénická hudba ke hře Goerge Kaufmana a Mosse Harta Vesele se točíme dokola (1936) vycházející z jazzových rytmů. Uplatnil se i jako filmový herec, zpravidla v rolích klavíristů.

## Dílo

### Opery
- Tři masky (jazz-opera, 1928)
- Pět miliónů (1937)
- Cesta do Paříže (1941)
- Parfém dámy pod závojem

### Orchestrální skladby
- Jazzová suita pro zpěv a orchestr (1930)
- Tři skladby pro orchestr (1936)
- Veseloherní předehra (1938)
- Jánošík (balet, 1938)
- Heroická suita (1940)
- Symfonietta (1951)
- Symfonie (1956)

### Hudba pro film
- Irčin románek (1936)
- Útěk k Adrii (1938)
- Píseň mládí (1940)

### Písně
- Písně šibeničníků (slova Christian Morgenstern, 1928)
- Čtyři balady (slova Eduard Bass, 1935)
- Tři duety na slova lidové poesie ruské (1936)
- Osud letce (1938)
- Vojna (slova Fráňa Šrámek, 1948)
- Matičce (slova Jan Neruda, 1952)
- Kytara (slova Federico García Lorca, 1957)